# Саксаганський повіт
Саксаганський повіт — адміністративна територіальна одиниця Російської імперії у 1776—1783 роках у складі Слов'янської провінції Новоросійської губернії. Офіційний центр — місто Саксагань, фактичний центр — колишнє запорозьке паланкове місто Кодак.
1776 до Саксаганського повіту увійшли більша частина Кодацької паланки (Кодак, Половиця, Кам'янка, Старі Кодаки, Романове (Романкове), Тритузне, Карноухівка, Таромське, Сухачівка і Кам'янське) і 2 села з Лисаветградського полку (Авраамівка і Комісарівка).
Поселення Саксагань планувалася бути центром, проте повітові установи перебували у місті (Новий) Кодак, що було узаконено з початку 1783 року з переіменуванням повіту на Новокодацький.